# Oskar H.W. Coester
Oskar Hans Wolfgang Coester (Pelotas, 26 de setembro de 1938 — Porto Alegre, 17 de novembro de 2020) foi um empresário e inventor brasileiro.
Foi responsável pelo setor de manutenção de aeronaves da VARIG durante sua era dourada, sob o comando de Rubem Berta. É o fundador do Grupo Coester, integrado pela Coester Automação S.A., fabricante de equipamentos de automação industrial, e da Aeromóvel Brasil S.A., empresa responsável pelo desenvolvimento e implantação da tecnologia de transporte pneumático por ele inventada, que ficou conhecida como aeromóvel.

## Biografia
Em 1960, ingressou no quadro de funcionários da VARIG, passando a assumir a chefia do Departamento de Eletrônica de Bordo. Em 1969, desligou-se da empresa.
Desde 1961, quando grandes distâncias passaram a ser percorridas pelos novos aviões a jato em tempos menores do que pequenas distâncias nos centros urbanos, vem estudando os problemas relacionados com as dificuldades de mobilidade nas grandes cidades e, em 1977, requereu a primeira patente de uma nova concepção - hoje conhecida internacionalmente como o Sistema Aeromóvel.
Em 1970 passou a dedicar-se exclusivamente ao desenvolvimento e fabricação, no Brasil, de sistemas servo-mecanismos, equipamentos de navegação e pilotagem automática de navios na sua pequena empresa, fundada em agosto de 1961, a então Coester Ltda. Na década de 1970, com o crescimento da indústria naval, fundou a Coester S/A - Equipamentos Eletrônicos,  a única empresa na América Latina que projetou e fabricou  sistemas giroscópicos, de navegação e ecossondas para a Marinha Brasileira, equipando mais de 350 navios, incluindo  grandes petroleiros.
Em 1977, Coester adquiriu a Inbrasin empresa ligada à fabricação de agulhas magnéticas, no Rio de Janeiro, sendo a sua produção transferida para a Coester Equipamentos, em São Leopoldo.
Em 1978,  Coester adquiriu o controle acionário da Metalúrgica Alpair em São Leopoldo, que passou a concentrar as atividades do Aeromóvel, passando a chamar-se  Aeromóvel Brasil S/A. Nessa empresa desenvolveu  o projeto e a construção do primeiro Aeromóvel, hoje operando em caráter experimental entre as Avenidas Loureiro da Silva e Presidente João Goulart, em Porto Alegre, e comercialmente, em Jacarta, Indonésia. Em Porto Alegre, a atual linha de testes deverá ser ampliada ligando a Usina do Gasômetro ao campus central da UFRGS, e estará em pleno funcionamento nos próximos anos. Outra linha será implantada entre o Terminal 1 do Aeroporto Internacional Salgado Filho e a Estação Aeroporto do Trensurb.

### Morte
Morreu em 17 de novembro de 2020, em casa, onde se recuperava de um acidente vascular cerebral (AVC) sofrido em maio de 2020.

## Distinções
- Medalha Cidade de Porto Alegre pela Prefeitura Municipal de Porto Alegre (1981)[8]
- “Amigo da Marinha ” pelo Ministério da Marinha (1980)
- Título de Cidadão Leopoldense pela Câmara de Vereadores de São Leopoldo (1984)